# Charles C. Ladd
Charles „Chuck“ Cushing Ladd (* 23. November 1932 in Brooklyn; † 4. August 2014) war ein US-amerikanischer Bauingenieur (Geotechnik).
Ladd studierte am Bowdoin College (Bachelor of Arts 1955) und am Massachusetts Institute of Technology (MIT), wo er 1955 seinen Bachelor of Science-Abschluss machte, 1957 seinen Master-Abschluss  (Swelling of compacted clay) und 1961 in Bodenmechanik promoviert wurde. Ab 1957 lehrte er (zunächst als Instructor) am MIT, wo er 1970 eine volle Professur erhielt (zuletzt als Edmund K. Turner Professor of Civil and Environmental Engineering). 2001 emeritierte er. 1983 war er Gastwissenschaftler am norwegischen geotechnischen Institut.
Er befasste sich mit allgemeiner Bodenmechanik, Bauen auf weichem Untergrund und Offshore-Geotechnik und insbesondere mit dem Verhalten von Tonböden, wofür er ein SHANSEP (Stress history and normalized soil engineering properties) genanntes Bündel von Test- und Probenentnahmeverfahren entwickelte. Sie berücksichtigen die Spannungszustände während der Konsolidierung der Tonböden, die Einfluss auf die undrainierte Scherfestigkeit haben, aber in üblichen Tests nicht berücksichtigt werden.
1999 erhielt er den Terzaghi Award und 1986 hielt er die Terzaghi Lecture. 1973 erhielt er die Croes Medal, 1976 die Norman Medal der ASCE (American Society of Civil Engineers) und 1996 den Middlebrook Award. Er war Mitglied der National Academy of Engineering (1983). 1995 wurde er Ehrenmitglied der ASCE.